# Douglas Russell
Douglas Albert Russell (* 20. Februar 1946 in Midland, Texas) ist ein ehemaliger US-amerikanischer Schwimmer.
1967 siegte Russell bei den Panamerikanischen Spielen in Winnipeg über 100 Meter Schmetterling und mit der 4-mal-100-Meter-Lagenstaffel. Beide Titel konnte er auch bei den Olympischen Spielen 1968 in Mexiko-Stadt gewinnen. Auf der Schmetterlingsstrecke besiegte er dabei Mark Spitz, den er damit auch aus der Lagenstaffel verdrängte. 1969 gewann Russell seinen einzigen Hochschul-Meistertitel über 100 Meter Schmetterling.
Russell studierte an der University of Texas at Arlington.